# ディゴル人
ディゴル人（ディゴルじん、ディゴル方言: Дигорон , Digoron;  ロシア語: Дигорцы;  英語: Digor people）とは、ロシア連邦の北オセチア共和国西部に居住するオセット人の一派、オセット人を構成する民族である。

## 概要

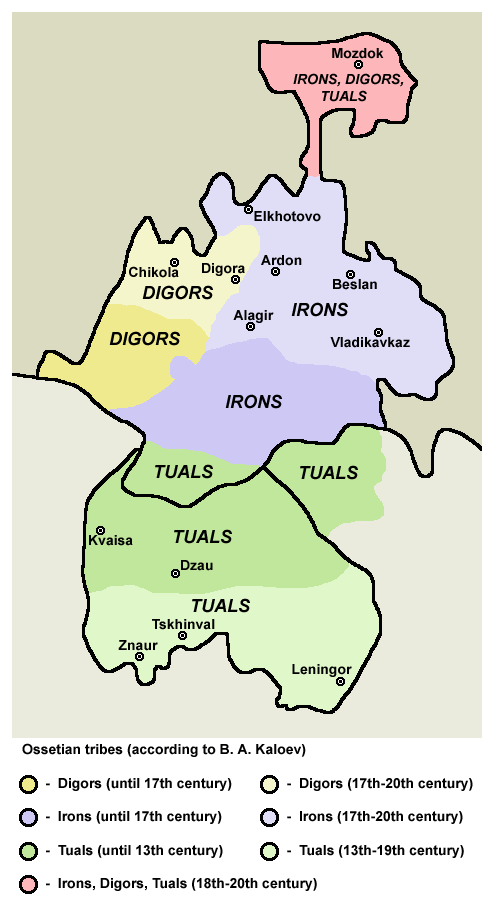
オセチアにおけるディゴル人・イロン人・トゥアル人の居住地

ディゴル人はオセット人の一派で、ロシア連邦北オセチア共和国西部のディゴルスキー地区やイラフスキー地区等に居住している。
オセット人のサブグループは、西部のディゴル人、北部のイロン人、南部のトゥアル人に分かれる。ディゴル人はオセット語のディゴル方言を話す。